# Mohammed Sylla
Mohammed Sylla (ur. 13 marca 1977 w Bouaké) – gwinejski piłkarz grający na pozycji bocznego pomocnika. Posiada także obywatelstwo francuskie.

## Kariera klubowa
Karierę piłkarską Sylla rozpoczął we Francji, w klubie US Créteil-Lusitanos. W latach 1995–1996 występował w jego barwach w trzeciej lidze francuskiej. W 1996 roku odszedł do Le Havre AC. Najpierw grał w rezerwach tego klubu, a w 1997 roku został wypożyczony do trzecioligowego Olympique Noisy-le-Sec. W 1998 roku wrócił do Le Havre, a 11 września 1998 zadebiutował w nim w Ligue 1 w przegranym 0:2 meczu z Bastią. W barwach pierwszego zespołu Le Havre rozegrał 10 spotkań. W sezonie 1999/2000 grał w drugoligowym Le Mans Union Club 72.
Latem 2000 roku Sylla odszedł do szkockiego St. Johnstone F.C. 29 lipca 2000 zadebiutował w szkockiej Premier League w przegranym 1:2 wyjazdowym spotkaniu z Rangers F.C. W St.Johnstone grał przez jeden sezon.
W sierpniu 2001 roku Sylla został sprzedany za 750 tysięcy funtów do Celtiku, prowadzonego przez menedżera Martina O’Neilla. W Celtiku po raz pierwszy wystąpił 18 sierpnia 2001 w meczu z Livingston F.C. (0:0). W 2002 i 2004 roku wywalczył z Celtikiem mistrzostwo Szkocji. W 2004 i 2005 roku zdobył Puchar Szkocji. W 2003 roku dotarł z Celtikiem do finału Pucharu UEFA, jednak w decydującym spotkaniu z FC Porto (2:3) nie zagrał.
W 2005 roku Sylla został zawodnikiem Leicesteru City, występującego w angielskiej Championship. W nowym zespole swój debiut zanotował 6 sierpnia 2005 w meczu przeciwko Sheffield United (1:4). Pobyt Gwinejczyka w Leicesterze trwał półtora roku.
Na początku 2007 roku Sylla wrócił do Szkocji i podpisał kontrakt z Kilmarnock F.C., w którym zadebiutował 15 stycznia 2007 w spotkaniu z Hibernianem. Jesienią 2007 rozwiązał kontrakt z Kilmarnockiem i stał się wolnym zawodnikiem.
| Sezon   | Klub                   | Kraj    | Rozgrywki            | Mecze | Bramki |
| ------- | ---------------------- | ------- | -------------------- | ----- | ------ |
| 1995/96 | US Créteil-Lusitanos   | Francja | Championnat National | 16    | 1      |
| 1996/97 | Le Havre AC B          | Francja | CFA                  | ?     | ?      |
| 1997/98 | Olympique Noisy-le-Sec | Francja | Championnat National | 24    | 4      |
| 1998/99 | Le Havre AC            | Francja | Ligue 1              | 10    | 0      |
| 1998/99 | Le Havre AC B          | Francja | CFA                  | 17    | 4      |
| 1999/00 | Le Mans UC 72          | Francja | Ligue 2              | 27    | 1      |
| 2000/01 | St. Johnstone          | Szkocja | Premier League       | 34    | 5      |
| 2001/02 | St. Johnstone          | Szkocja | Premier League       | 1     | 0      |
| 2001/02 | Celtic F.C.            | Szkocja | Premier League       | 9     | 1      |
| 2002/03 | Celtic F.C.            | Szkocja | Premier League       | 18    | 2      |
| 2003/04 | Celtic F.C.            | Szkocja | Premier League       | 14    | 0      |
| 2004/05 | Celtic F.C.            | Szkocja | Premier League       | 6     | 0      |
| 2005/06 | Leicester City         | Anglia  | Championship         | 28    | 0      |
| 2006/07 | Leicester City         | Anglia  | Championship         | 6     | 0      |
| 2006/07 | Kilmarnock             | Szkocja | Premier League       | 11    | 0      |

## Kariera reprezentacyjna
W reprezentacji Gwinei Sylla zadebiutował w 1998 roku. W tym samym roku był w kadrze Gwinei na Puchar Narodów Afryki 1998, na którym wystąpił w 3 meczach: z Algierią (1:0), z Kamerunem (2:2) i z Burkina Faso (0:1). Z kolei w 2006 roku został powołany do kadry na Puchar Narodów Afryki 2006, gdzie rozegrał jeden mecz, z Zambią (2:1).